# Corts de València (1261)
Les Corts de València de 1261, Corts Generals del regne de València, foren convocades per Jaume el Conqueridor, i tot i no estar plenament estructurades, poden ésser considerades les primeres Corts forals valencianes, si bé es va produir una assemblea anterior, en 1239, que alguns tractadistes l'han considerada la primera de les corts valencianes. La reunió entre el rei i els braços fou de curta durada, ja que Jaume I sols sojornà a València des de principis del mes de març de 1261 fins al 16 d'abril.
A les Corts de 1261 assistiren representants de les ciutats, viles i llocs de València, Castelló, Vilafamés, Onda, Llíria, Corbera, Cullera i Gandia, junt a clergues i nobles.
El 31 de març de 1261 Jaume I promulga i oficialitza la traducció al català dels Furs de València, el 7 d'abril el rei els jura i l'11 del mateix mes ratifica el jurament i obliga els seus successors a prestar jurament davant les Corts. Els nobles foren sorpresos per la decisió del monarca d'aplicar els Furs a tots els llocs, persones i causes del regne de València, i un grup d'ells, entre els que figuraven Pero Ferrández d'Açagra, Ximén de Urrea i Artal de Luna, manifestaren la seva oposició abandonant les Corts i reunint-se a Quart de Poblet. A canvi del jurament reial, les Corts li concedeixen un donatiu de 100.000 sous, dels quals, quasi la meitat, 48.000 sous, són per a tornar un préstec de la ciutat de València.
L'ús privatiu dels furs implicava l'enfortiment del poder del rei i de les localitats reials sobre el conjunt del territori valencià per damunt dels senyors feudals, tant els que posseïen grans senyorius com els que tenien les petites senyories que envoltaven les viles reials. Reforçant aquesta situació, el 5 de desembre de 1262, l'infant Pere, jura també els furs.